# 森貝
森貝是剛果共和國的城鎮，由桑加省負責管轄，位於該國西部韋索以西約200公里，毗鄰與加蓬接壤的邊界，分別距離拉各斯和阿克拉1,581公里和1,193公里，海拔高度445米。